# Nationales Historisches Museum (Bulgarien)

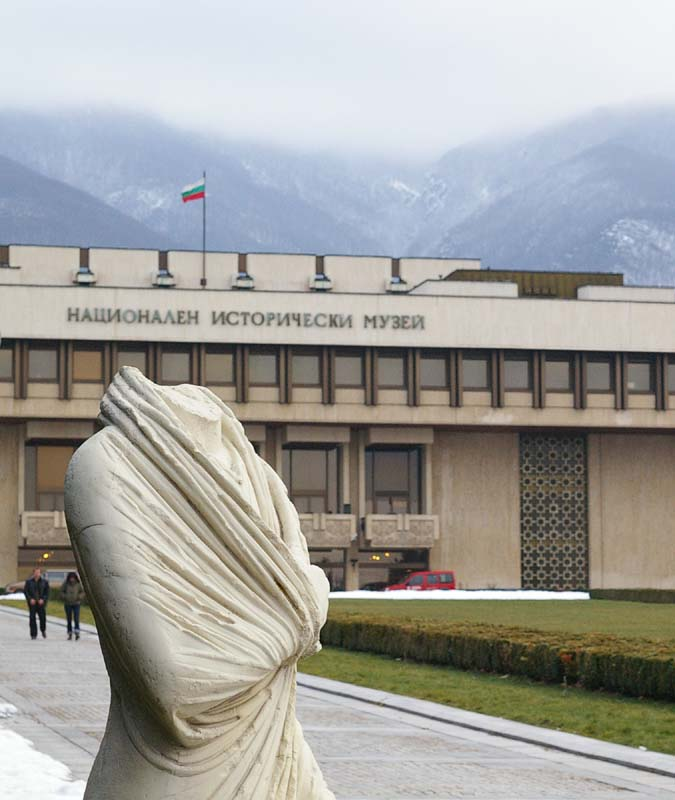
Blick auf das Museum mit einer römischen Statue im Vordergrund und dem Witoschagebirge im Hintergrund

Das Nationale Historische Museum (bulgarisch Национален исторически музей / Nazionalen istoritscheski musej; wörtlich: Nationales Historisches Museum) in Sofia ist eines der größten Museen Bulgariens. Es zeigt einen umfassenden Überblick über die bulgarische Geschichte und Kultur von der Urgeschichte über das Altertum bis in die heutige Zeit.

## Geschichte
Das Museum wurde am 5. Mai 1973 auf Beschluss der bulgarischen Regierung gegründet und beherbergt in seiner Sammlung über 650.000 Stücke, von denen etwa 10 % ausgestellt sind.
Die erste Ausstellung wurde 1984 aus Anlass der 1300-Jahr-Feier zur Gründung Bulgariens eröffnet. Die Ausstellung befand sich anfangs auf 10.000 m2 im Justizpalast von Sofia, unmittelbar im Stadtzentrum, am Boulevard Witoscha. Die Tochter des damaligen kommunistischen Partei- und Staatschefs Todor Schiwkow – Ljudmila Schiwkowa – war damals Kulturministerin und mit der Ausrichtung der Feierlichkeiten zur 1300-Jahr-Feier Bulgariens und mit der Gründung des Museums befasst. Sie setzte dank der Rückendeckung ihres Vaters gegen den Justizminister durch, so dass das Justizministerium aus dem repräsentativen Bau des Justizpalastes in Sofia ausziehen musste, um dem neu geschaffenen Museum zu weichen.
Nach dem Ende der kommunistischen Ära in Bulgarien 1990 wurde das Museum mit Beschluss des Ministerrates vom April 1997 im Frühjahr 2000 in die ehemalige Präsidentenresidenz von Todor Schiwkow nach Bojana verlegt, an der südlichen Stadtgrenze von Sofia, unmittelbar außerhalb der Sofioter Ringstraße (bulg. Околовръстен път/Okolowrasten pat), am Fuße des Witoschagebirges. Dieses Gebäude mit der Adresse „Haus Nr. 1“ (bulg. „Дом номер 1“) wurde zum bestbewachten Museum Bulgariens. Die neue Ausstellung wurde am 29. Juli 2000 vom Ministerpräsidenten Iwan Kostow feierlich eröffnet. Das wuchtige Museumsgebäude in Bojana, die 1974 erbaute ehemalige Regierungsresidenz inmitten einer Parkanlage, hat eine Ausstellungsfläche von 6.000 m2.
Vom Foyer führt eine breite Treppe in die beiden Ausstellungsetagen. Die erste Ausstellungsetage hat eine sehr große Raumhöhe, da sie als repräsentativ Räume für Staatsempfänge in dem Regierungsgebäude entworfen waren.
Die Hauptausstellung erstreckt sich über fünf Säle:
- Urgeschichte (7. bis 2. Jahrtausend v. Chr.)
- antikes Thrakien (Ende des 6. Jahrhunderts v. Chr. bis 6. Jahrhundert nach Chr.)
- Bulgarisches Mittelalter: Erstes (681 bis 1018) und Zweites (12. bis 14. Jahrhundert) Bulgarisches Reich
- bulgarische Territorien im 15. bis 19. Jahrhundert (siehe Bulgarische Wiedergeburt)
- Drittes Bulgarisches Reich (1879–1946)

Weitere Säle sind den Grabungen in Apollonia, der Numismatik und insbesondere der Volkskunde gewidmet.
Das Museum organisiert Ausstellungen im Ausland über die antike thrakische und bulgarische Kultur. Ebenso wird jährlich ein wissenschaftlicher Sammelband herausgegeben sowie Kataloge der Sammlung des Museums.
Das Museum ist als Nummer 58 unter den 100 nationalen touristischen Objekten Bulgariens aufgelistet, die vom Bulgarischen Tourismusverband erstellt wurde.

## Ausstellungsstücke

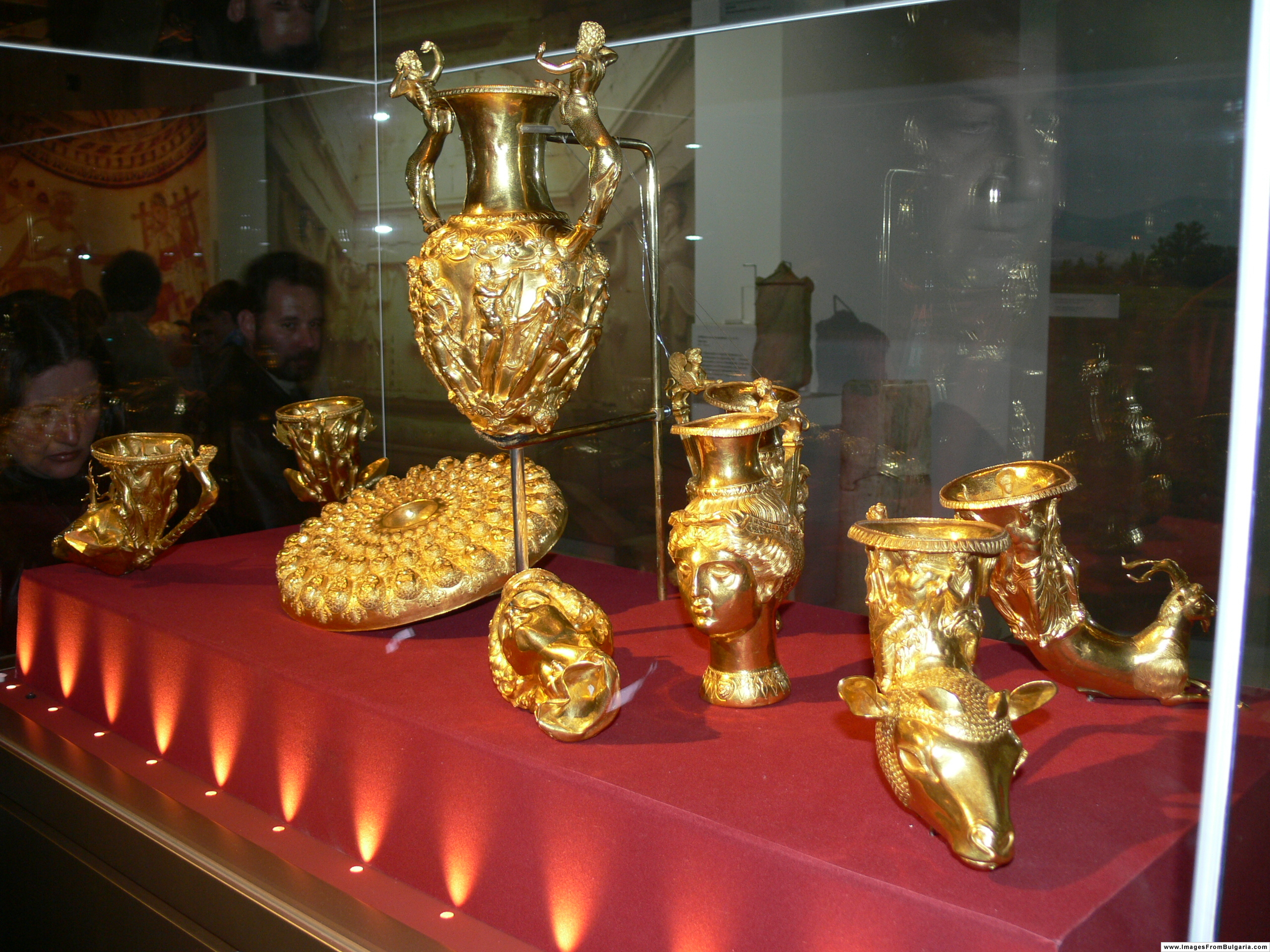
Der thrakische Goldschatz von Panagjurischte

Sehr wertvoll ist die Sammlung der archäologischen Fundstücke vom Paläolithikum  bis zum Mittelalter. Eines der Glanzstücke der Sammlung ist der Goldschatz von Panagjurischte aus dem 4./3. Jahrhundert v. Chr., der jedoch dem Museum in Plowdiw gehört und nur zeitweise hier ausgestellt wird.
Das Museum hat Abteilungen für Archäologie, Geschichte und Ethnografie. Die Sammlungen sind in folgende Themenbereich und Epochen eingeteilt:
- Altsteinzeit, Jungsteinzeit, Kupferzeit
- Bronzezeit
- Eisenzeit
- Römerzeit
- Spätantike
- Frühmittelalter (7.–9. Jahrhundert)
- Hochmittelalter (10.–12. Jahrhundert)
- Spätmittelalter (13.–14. Jahrhundert)
- Spätmittelalter (15.–17. Jahrhundert)
- Numismatik
- Orden und Auszeichnungen
- Schmuck
- Stickereien
- Waffen
- Uniformen, Bekleidung, Accessoire
- Trachten
- Stoffe
- kirchliche Kunst
- Dokumente und Fotos aus der Zeit der Bulgarischen Wiedergeburt
- Dokumente und Fotos aus der Zeit 1878–1944
- Dokumente und Fotos der neueren Geschichte Bulgariens
- Arbeitsgeräte
- Alltagsgegenstände
- alte und neue Drucksachen; alte fremdsprachige Drucksachen
- Periodika aus der Zeit 1878–1944
- Periodika aus der neueren Geschichte Bulgariens
- Plakate
- Karten
- Produktmuster
- darstellende und angewandte Kunst
- Möbel
- Kino-, Foto- und Audioarchiv
- Philatelie
- Fahnen
- Siegel (Sphragistik)
- Wappen

## Verwaltungsstrukturen
Das Museum hat folgende Abteilungen:
- Öffentlichkeitsarbeit
- Bulgarische Gebiete und Altertum
- Geschichte (bulgarische Wiedergeburt 18. bis 19. Jahrhundert; moderne bulgarische Geschichte 19. bis 20. Jahrhundert)
- Archäologie: (Urgeschichte, antikes Thrakien, klassische und römische Archäologie, Archäologie des Mittelalters, Numismatik)
- Kunstgeschichte, Ethnographie und interdisziplinäre Forschung
- Museumssammlung (Dokumente, Archive, Sammlungen)
- Bildsammlung (Negative und digitale Abbildungen der Exponate)
- Zentrallabor für Konservierung und Restauration
- Räumliche künstlerische Ausgestaltung und technische Anlagen (Audio-Video Präsentation, Studio für Ausstellungsdesign, technische Instandhaltung)
- Verwaltung und Finanzen
- Bewachung und Sicherheit

## Zweigstellen
- Kirche von Bojana
- Museumsschiff Radetzky in Kosloduj
- Semen-Kloster „Heiliger Joan Teolog“ (bulg. Земенски манастир)
- Museum „Bulgarien und die slawische Welt“ (das ehemalige Museum der bulgarisch-Sowjetischen Freundschaft)

## Direktoren
- Straschimir Dimitrow (Juni 1974 bis 31. Dezember 1975)
- Emil Zanow (1. Januar bis 31. August 1976)
- Wassil Gjuselew (1. September 1976 bis 31. Dezember 1977)
- Antscho Antschew (Januar 1978 bis August 1983)
- Simeon Damjanow (August 1983 bis Oktober 1985)
- Rumen Katintscharow (November 1985 bis Dezember 1994)
- Boschidar Dimitrow (Dezember 1994 bis 1. August 1998)
- Ilja Prokopow (4. August 1998 bis 6. Februar 2001)
- Teofana Matakiewa-Lilkowa (Februar 2001 bis Dezember 2001)
- Boschidar Dimitrow (Dezember 2001 bis August 2009)
- Zwetana Kjosewa (August 2009 bis 2011)
- Boschidar Dimitrow (seit 2011)